# Artem Sitalo
Artem Serhijovyč Sitalo (in ucraino Артем Сергійович Сітало?; Cherson, 1º agosto 1989) è un calciatore ucraino, attaccante dell'Inhulec'.

## Carriera
Ha giocato nella prima divisione ucraina.

## Palmarès

### Club

#### Competizioni nazionali
- Perša Liha: 1

Inhulec': 2023-2024